# Municipio de Union (condado de Union, Ohio)
El municipio de Union (en inglés: Union Township) es un municipio ubicado en el condado de Union en el estado estadounidense de Ohio. En el año 2010 tenía una población de 1763 habitantes y una densidad poblacional de 18,9 personas por km².

## Geografía
El municipio de Union se encuentra ubicado en las coordenadas 40°8′25″N 83°26′7″O / 40.14028, -83.43528. Según la Oficina del Censo de los Estados Unidos, el municipio tiene una superficie total de 93.27 km², de la cual 92,2 km² corresponden a tierra firme y (1,14 %) 1,06 km² es agua.

## Demografía
Según el censo de 2010, había 1763 personas residiendo en el municipio de Union. La densidad de población era de 18,9 hab./km². De los 1763 habitantes, el municipio de Union estaba compuesto por el 96,99 % blancos, el 0,62 % eran afroamericanos, el 0,4 % eran amerindios, el 0,51 % eran asiáticos, el 0,06 % eran de otras razas y el 1,42 % eran de una mezcla de razas. Del total de la población el 0,74 % eran hispanos o latinos de cualquier raza.